# Ski Mask the Slump God
斯托克利·克莱文·古尔本（英语：Stokeley Clevon Goulbourne，1996年4月18日—），艺名Ski Mask the Slump God（曾风格化为$ki Mask "The Slump God"），美国饶舌歌手、词曲作家。 他最初与美国饶舌歌手XXXTentacion合作并组建了嘻哈音乐团体Members Only，后于2017年发布了歌曲“Catch Me Outside”和“ Babywipe”，成为了混音带《YouWillRegret》的主打歌，均获得了RIAA黄金认证。
2018年5月，古尔本发布了混音带《Beware the Book of Eli》，其最高登至Billboard二百强专辑榜第50名。11月18日，古尔本在他的社交媒体上上传了他的首张录音室专辑《Stokeley》的封面，该专辑于2018年11月30日发布。

## 唱片目录
- 《Stokeley》 (2018)